# Copiphana ferrieri
Copiphana ferrieri là một loài bướm đêm trong họ Noctuidae.